# Елгарія панамінтська
Елгарія панамінтська (Elgaria panamintina) — вид ящірок з родини веретільницевих (Anguidae).

## Поширення
Ящірка поширена у пустелях та напівпустелях на сході штату Каліфорнія (США) на висоті (762–2290 м) у межах гірського хребта Панамінт.

## Опис
Тіло ящірки сягає 9,2-15,2 см завдовжки, хвіст трохи довший за тіло. Вона дуже агресивна та може кусатись коли їй щось загрожує.